# Kudur-Mabuk
Kudur-Mabuk va ser un governant de l'antiga ciutat-estat de Larsa, a Mesopotàmia. Sembla que al davant d'un exèrcit d'Elam va conquerir la ciutat de Larsa, va derrocar el seu rei, Silli-Adad, i va posar al seu fill Warad-Sin al tron de la ciutat. El seu nom és elamita, però segurament ell era amorrita, ja que es declarava cabdill dels Emutbal, una tribu dels amorrites.
Va governar juntament amb el seu fill Warad-Sin, encara que es creu que el títol el portava el fill i Kudur-Mabuk era el que dirigia el país. Quan ell i el seu fill van deixar el tron, va dirigir el regne un altre fill, Rim-Sin I.